# Зіткнення в повітрі

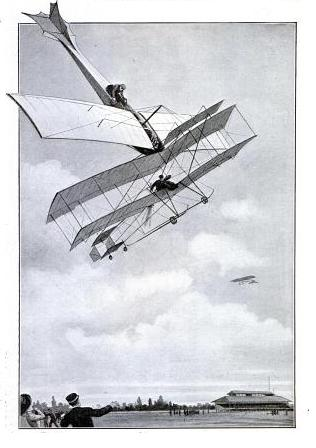
Художнє зображення першого задокументованого зіткнення літаків у 1910 році

В авіації зіткненням в повітрі (англ. mid-air collision) називається авіаційна пригода, під час якої два або більше повітряних судна вступають у незапланований контакт під час польоту.
З огляду на відносно високі швидкості та ймовірність подальшого зіткнення з землею чи морем зазвичай виникає дуже серйозне пошкодження або повне знищення принаймні одного з залучених літальних апаратів, внаслідок чого всі або майже всі люди на борту частіше за все гинуть.
Зазвичай зіткнення в повітрі відбуваються через людський фактор (поганий зв'язок, непорозуміння між пілотом і диспетчером повітряного руху або між пілотами, навігаційна помилка, зниження пильності, відхилення від польотних планів, слабка ситуаційна обізнаність), погану видимість, або ж з матеріальних причин, таких як відсутність або несправність систем попередження зіткнень.
Загалом це явище є доволі рідкісним завдяки величезному доступному відкритому простору. Найчастіше зіткнення в аеропортах або поблизу них, оскільки в таких місцях великі кількості літаків розташовані ближче один до одного, ніж під час звичайного польоту. Також проблему може становити знаходження тренувального повітряного простору для військових літаків занадто близько від повітряних маршрутів цивільних літаків. Час від часу аварії трапляються під час демонстрації вищого пілотажу на авіашоу. Хоча зазвичай у разі таких аварій кількість жертв менша, оскільки літаки не везуть пасажирів, відомі випадки численних вторинних жертв через велику глядачів на землі.
До зіткнень у повітрі не відносять випадки, коли літальний апарат, що летить, стикається з іншим літальним апаратом, що стоїть на землі (наприклад, при злеті або посадці) — це вважається зіткненням на землі. Також в наведеному нижче переліку не враховуються численні випадки умисних таранів.

## Перші зіткнення у повітрі
Перше зафіксоване зіткнення між літаками (див. ілюстрацію до статті) відбулося під час зустрічі «Milano Circuito Aereo Internazionale», яка проходила з 24 вересня по 3 жовтня 1910 року в Мілані, Італія. 3 жовтня французький пілот Рене Томас на моноплані Antoinette IV ззаду налетів на біплан Farman III капітана британської армії Бертрама Діксона. Обидва пілоти вижили, але Діксон був настільки важко поранений, що більше ніколи не літав.
Перше зіткнення зі смертельними наслідками відбулося 19 червня 1912 року над аеродромом Ла Брайель, Дуе, Франція, коли капітан Марсель Дюбуа та лейтенант Альберт Пеньян, обидва з французької армії, зіткнулися в ранковому серпанку.

## Система попередження зіткнень

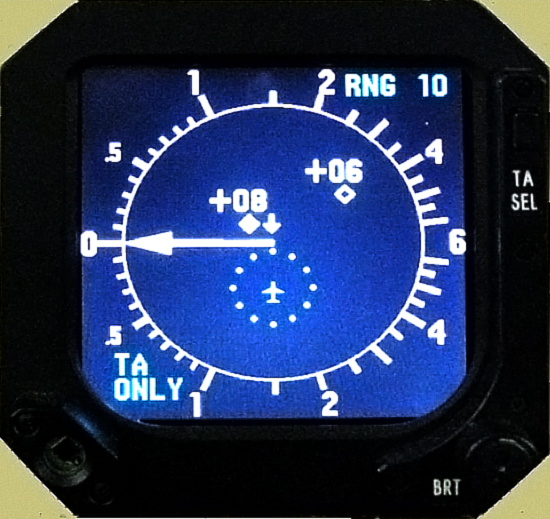

Майже всі сучасні великі літаки оснащені системою запобігання зіткненням (англ. traffic collision avoidance system, TCAS), яка призначена для запобігання зіткненням у повітрі. Система, заснована на сигналах транспондерів літака, попереджає пілотів про неминуче потенційне зіткнення з іншим літаком. Попри певні обмеження цього пристрою, вважається, що він значно зменшив кількість зіткнень у повітрі.

## Список авіакатастроф і примітних аварій, що сталися внаслідок зіткнення в повітрі

### 1920-ті
- Зіткнення над Пікардією (1922)[en]

### 1930-ті
- Катастрофа АНТ-20 «Максим Горький» (1935)
- Зіткнення над Токіо (1938)[en]

### 1940-ві
- Зіткнення над каньйоном Чіно (1942)[en]
- Зіткнення над Флоренсом (1945)[en]
- Авіакатастрофа на авіабазі Гатов (1948)[en]
- Зіткнення над Нортвудом (1948)[en]
- Зіткнення над Екзголлом (1949)[en]
- Зіткнення над Вашингтоном (1949)[en]

### 1950-ті
- Зіткнення над Кі-Вест (1951)[en]
- Зіткнення над Далласом (1952)[en]
- Зіткнення над Мус-Джо (1954)[en]
- Зіткнення над Цинциннаті (1955)[en]
- Зіткнення над Великим Каньйоном (1956)[en]
- Зіткнення над Лос-Анжелесом (1957)[en]
- Зіткнення двох Іл-14 над Києвом (1957)
- Зіткнення над Лас-Вегасом (1958)[en]
- Зіткнення над Брансвіком (1958)[en]
- Зіткнення над Анціо (1958)[en]

### 1960-ті
- Зіткнення над Ріо-де-Жанейро (1960)[en]
- Зіткнення над Нью-Йорком (1960)[en]
- Зіткнення над Анкарою (1963)[en]
- Зіткнення над Кармелом (1965)[en]
- Зіткнення біля Урбани (1967)[en]
- Зіткнення над Гендерсонвіллем (1967)[en]
- Зіткнення в аеропорту Ламбертфілд (1968)[en]
- Зіткнення над Юхновським районом (1969)[en]
- Зіткнення над Індіанаполісом (1969)[en]

### 1970-ті
- Зіткнення над горами Сан-Гейбрієл (1971)[en]
- Зіткнення над Сідзукуїсі (1971)[en]
- Зіткнення над озером Віннебейго (1972)[en]
- Зіткнення над Нантом (1973)[en]
- Зіткнення над Норфолком (1974)[en]
- Зіткнення над Сургутом (1974)[en]
- Зіткнення біля Віттера (1975)[en]
- Зіткнення над Анапою (1976)[en]
- Зіткнення над Загребом (1976)
- Зіткнення над Сан-Дієго (1978)[en]
- Зіткнення над Дніпродзерджинськом (1979)

### 1980-ті
- Зіткнення біля Завітинська[en]
- Зіткнення над Сан-Луїс-Обіспо (1984)[en]
- Зіткнення під Золочевом (1985)
- Зіткнення над Великим каньйоном (1986)[en]
- Зіткнення над Серрітосом (1986)
- Зіткнення біля Кернса (1987)[en]

### 1990-ті
- Зіткнення над Гадсденом (1990)[en]
- Зіткнення над Меріоном (1991)[en]
- Зіткнення над Триполі (1992)[en]
- Зіткнення над Тегераном (1993)[en]
- Зіткнення над Оклендом (1993)[en]
- Зіткнення над Чархі Дадрі (1996) (наймасштабніше за кількістю жертв зіткнення)
- Зіткнення над Бородянкою (1997)
- Зіткнення над Біскайською затокою (1998)[en]

### 2000-ті
- Зіткнення над Зайоном (2000)[en]
- Зіткнення над Боденським озером (2002)
- Зіткнення над Мату-Гросу (2006)[en]
- Зіткнення над Целль-ам-Зее (2007)[en]
- Зіткнення новинних гелікоптерів над Фініксом (2007)[en]
- Зіткнення над Гудзоном (2009)[en]

### 2010-ті
- Зіткнення поблизу Вілья-Кастеллі (2015)
- Зіткнення над Монкс-Корнер (2015)[en]
- Зіткнення над Тамбакундою (2015)[en]
- Зіткнення над Аляскою (2019)[en]

### 2020-ті
- Зіткнення над Аляскою (2020)[en]
- Зіткнення над Денвером (2021)
- Зіткнення над Голд-Кост (2023)[en]
- Зіткнення над Найробі (2024)[en]

### Зіткнення між військовими літаками
- Зіткнення над Броклсбі (1940). Випадок цікавий тим, що літаки внаслідок зіткнення зчепилися між собою у повітрі, і пілот верхнього літака (у якого відмовив двигун) зміг здійснити вдалу посадку на фюзеляж нижнього літака.
- Зіткнення над Середземним морем (1953)[en]
- Зіткнення над Альтенштайгом (1955)[en]
- Зіткнення над Тайбі (1958)
- Зіткнення над Паломаресом (1966)
- Зіткнення над пустелею Негев (1983)[en]
- Зіткнення над затокою Сиваш (1987)
- Зіткнення над авіабазою Рамштайн (1988)
- Авіакатастрофа на базі Грін Рамп (1994)[en]
- Зіткнення гелікоптерів в Ізраїлі (1997)[en]
- Зіткнення над Атлантикою (1997)
- Зіткнення над островом Хайнань (2001)[en]
- Зіткнення над Каліфорнією (2009)[en]
- Зіткнення над Ольсбергом (2014)[en]
- Зіткнення над Менакою (2019)[en]
- Катастрофа на авіашоу у Далласі (2022)
- Зіткнення над Аляскою (2023)[en]

## Зіткнення літальних апаратів, легших за повітря
В наведених вище прикладах фігурують важчі за повітря літальні апарати, переважно літаки, але відомі й випадки фатальних зіткнень апаратів, легших за повітря. Наприклад, катастрофа повітряної кулі в Еліс-Спрінгс (1989), третя за кількістю загиблих катастрофа повітряної кулі, сталася через зіткнення двох монгольф'єрів. Один з них під час набору висоти наштовхнувся на гондолу іншого, що летів вище, балон нижньої кулі від зіткнення розірвався, і вона впала на землю з висоти близько 600 метрів, внаслідок чого загинули всі 13 людей на борту (верхня куля не постраждала).